# 布兰杜佐堡
布兰杜佐堡（義大利語：Castelletto di Branduzzo）是意大利帕维亚省的一个市镇。总面积11.45平方公里，人口1062人，人口密度92.8人/平方公里（2009年）。国家统计（ISTAT）代码为018038。